# Nuoto ai XVII Giochi del Mediterraneo - Staffetta 4x100 metri misti maschile
Le gare di nuoto nella categoria Staffetta 4x100 metri misti maschile si sono tenute il 25 giugno 2013 al Yeni Olimpik Yüzme Havuzu di Mersin.

## Calendario
Fuso orario EET (UTC+3).
| Data      | Ora   | Turno    |
| --------- | ----- | -------- |
| 22 giugno | 9:52  | Batteria |
| 22 giugno | 18:35 | Finale   |

## Risultati
A causa del numero di nazioni partecipanti (sette) la batteria delle qualifiche è unica, e serve solamente a stabilire le corsie di partenza per la finale, a cui tutte si qualificano.

### Batterie
| Pos. | Nazione  | Atleti                                                                                               | Tempo   | Corsia | Note |
| ---- | -------- | --- | ------- | ------ | ---- |
| 1    | Italia   | Niccolò Bonacchi Andrea Toniato Piero Codia Alex Di Giorgio                                          | 3'45"52 | 4      | Q    |
| 2    | Francia  | Eric Ress William Debourges Romain Sassot Simon Guerin                                               | 3'45"67 | 5      | Q    |
| 3    | Spagna   | Óscar Pereiro Carril Héctor Monteagudo Espinosa José Manuel Valdivia Cañizares Markel Alberdi Sarobe | 3'48"99 | 2      | Q    |
| 4    | Turchia  | Guven Duvan Alpkan Örnek Abdulhalim Lafçı Ozan Kemer                                                 | 3'53"65 | 3      | Q    |
| 5    | Grecia   | Andreas Vazaios Dimitrios Koulouris Christos Katrantzis Fotios Koliopoulos                           | 3'53"68 | 6      | Q    |
| 6    | Slovenia | Jan Karel Petrič Žiga Cerkovnik Martin Bau Anže Tavčar                                               | 3'59"98 | 7      | Q    |
| 7    | Egitto   | Marwan Elkamash Mohamed Gadallh Marwan Hellal Adham Abdelmegid                                       | 4'10"56 | 1      | Q    |

### Finale
| Pos. | Nazione  | Atleti | Tempo   | Corsia |
| ---- | -------- | --- | ------- | ------ |
|      | Italia   | Matteo Milli Andrea Toniato Piero Codia Gianluca Maglia                                                            | 3'38"25 | 4      |
|      | Grecia   | Andreas Vazaios Panagiōtīs Samilidīs Stefanos Dimitriadis Kristian Gkolomeev                                       | 3'40"66 | 2      |
|      | Turchia  | Guven Duvan Demir Atasoy Kaan Turker Ayar Kemal Arda Gurdal                                                        | 3'41"58 | 6      |
| 4    | Francia  | Benjamin Stasiulis Patrick Perisser Romain Sassot Simon Guerin                                                     | 3'42"02 | 5      |
| 5    | Spagna   | Juan Francisco Segura Gutiérrez Héctor Monteagudo Espinosa José Manuel Valdivia Cañizares Aitor Martínez Rodríguez | 3'42"18 | 3      |
| 6    | Slovenia | Robert Žbogar Damir Dugonjič Žiga Cerkovnik Anže Tavčar                                                            | 3'46"23 | 7      |
| 7    | Egitto   | Ahmed Mahmoud Mohamed Gadallh Marwan Hellal Adham Abdelmegid                                                       | 3'50"62 | 1      |